# Valentin Vaerwyck

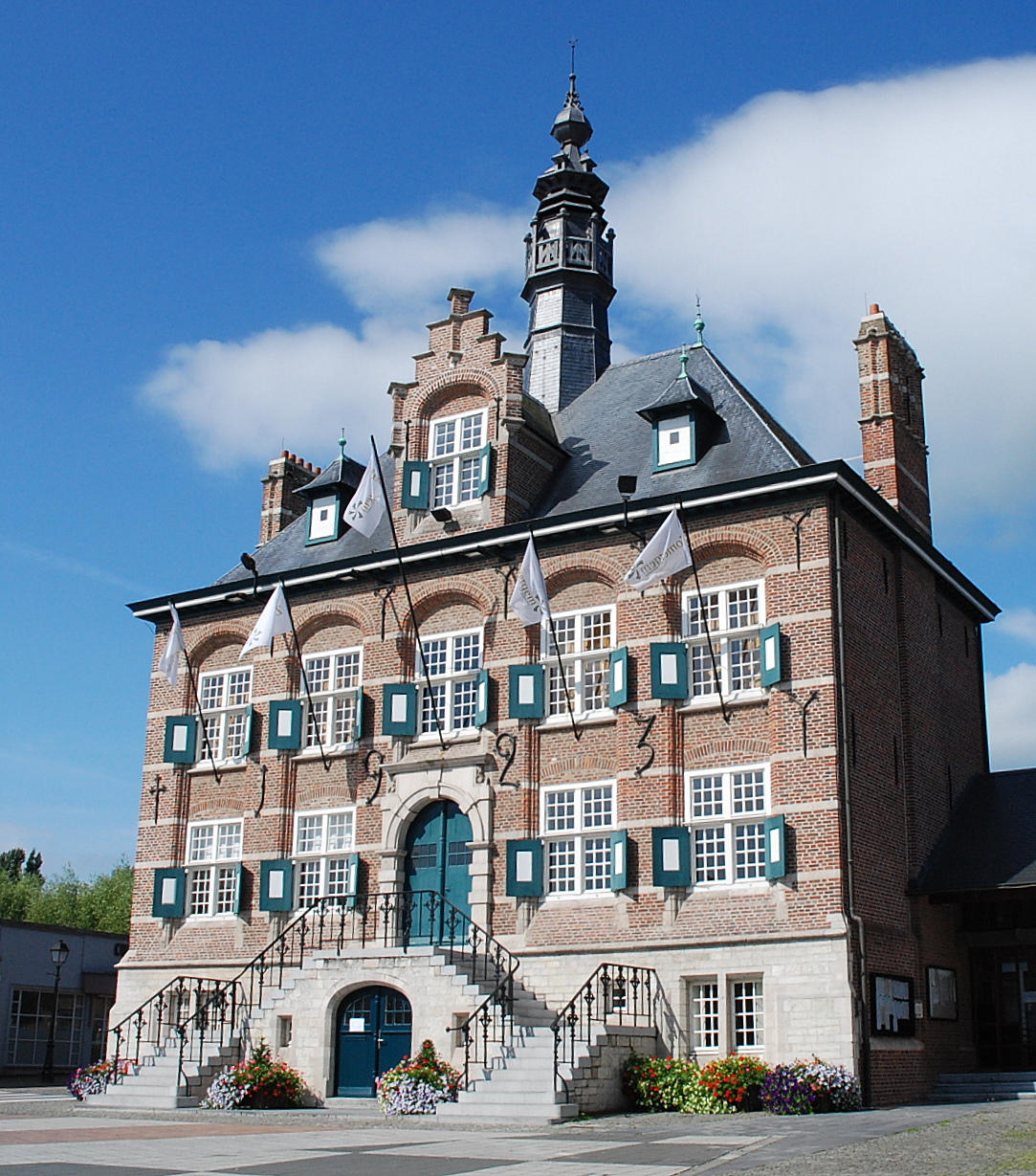
Gemeentehuis van Zomergem uit 1923

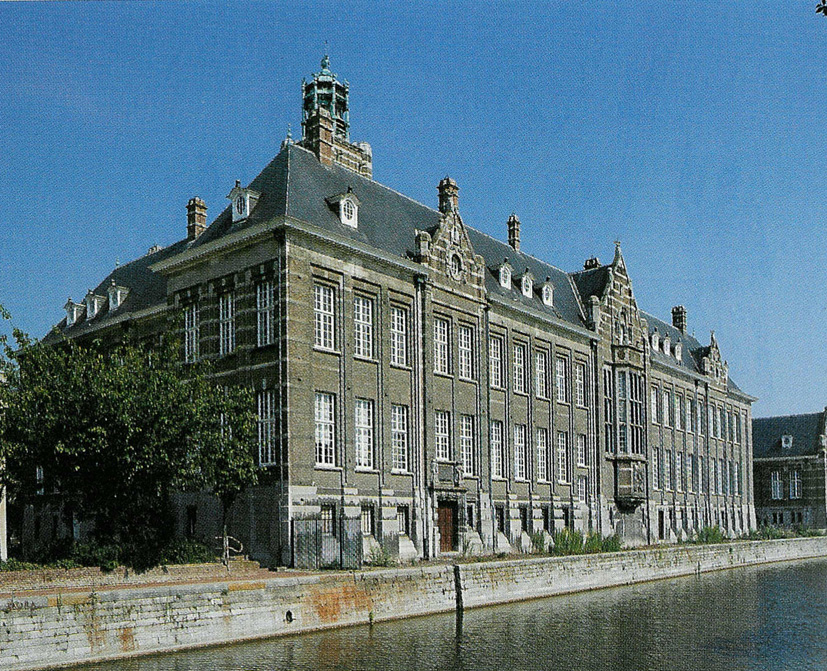
Gerechtsgebouw Dendermonde uit 1927

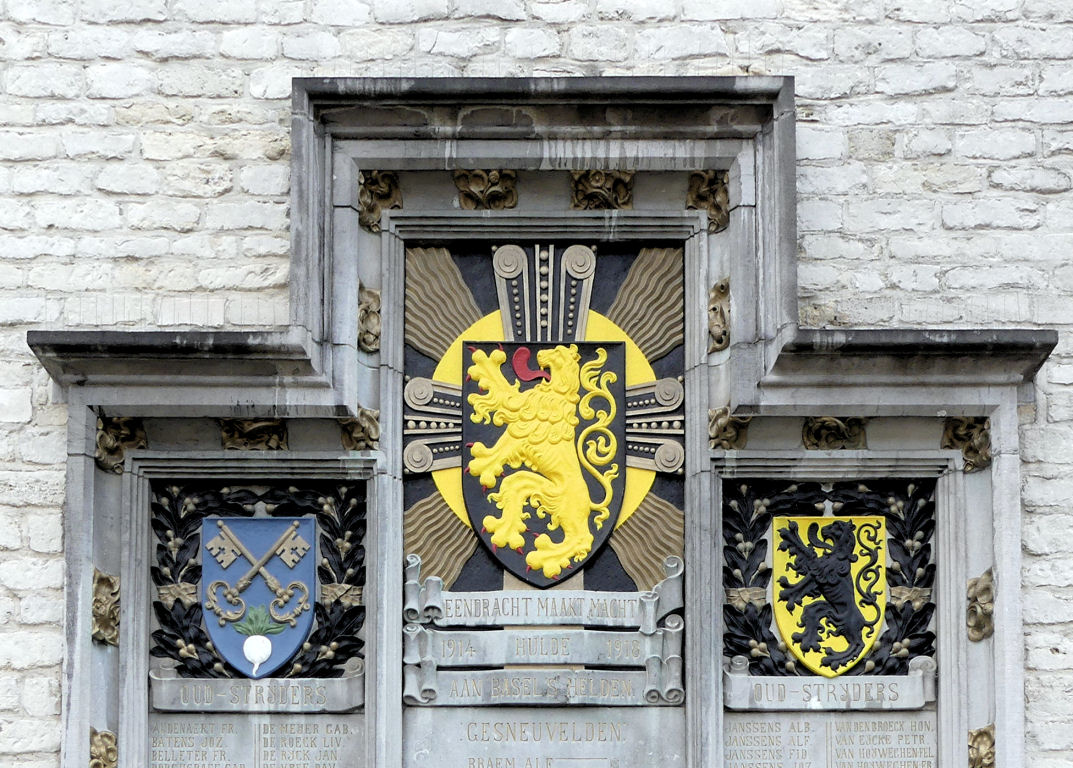
oorlogsmonument, Bazel

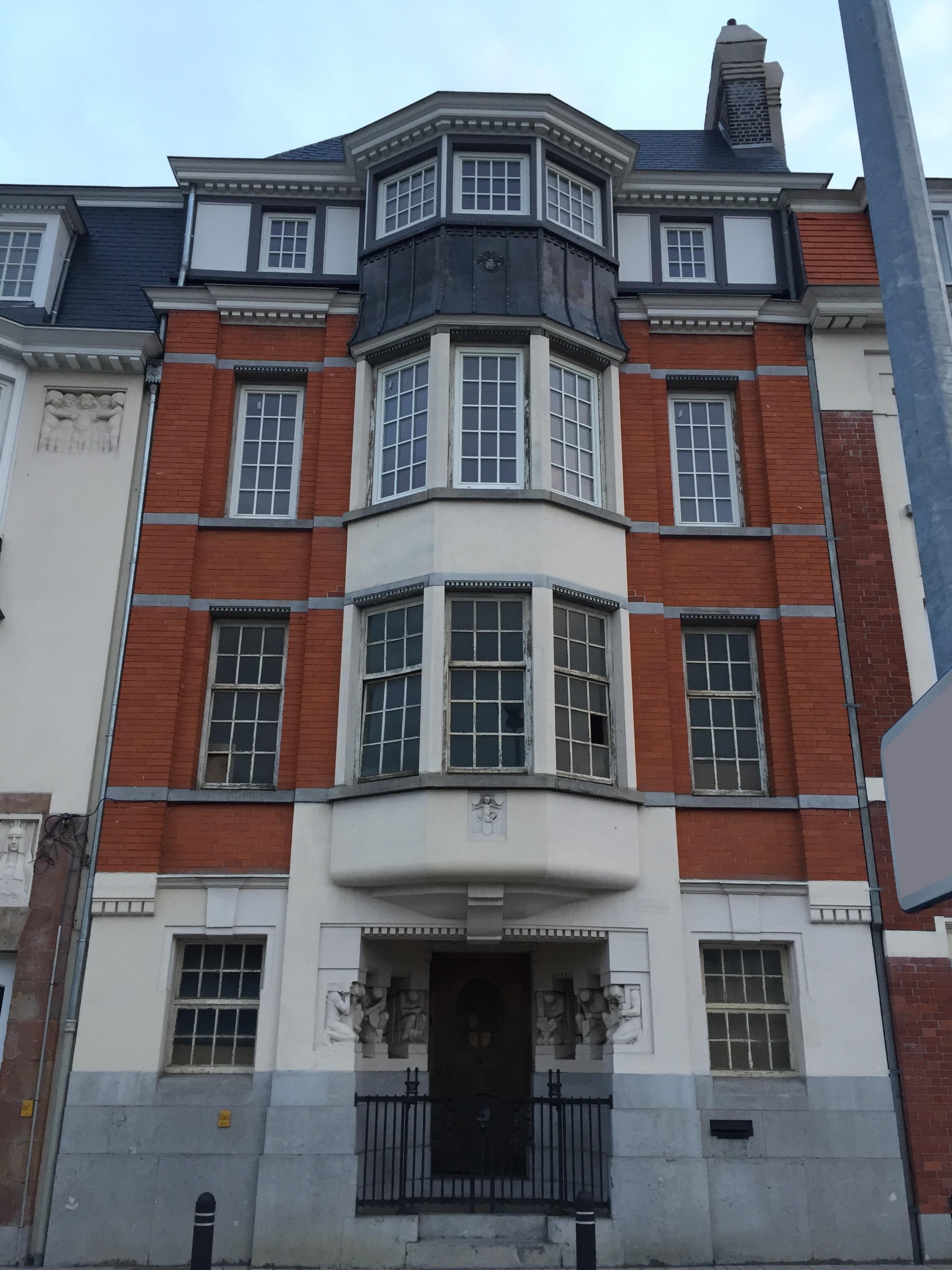
Het woonhuis "Eigen Heerd" van architect Valentin Vaerwyck, uit 1914

Valentin Vaerwyck (Gent, 3 maart 1882 – aldaar, 27 november 1959) was een Vlaams architect. Hij wordt beschouwd als een van de belangrijke architecten van de eerste helft van de twintigste eeuw in Vlaanderen.

## Biografie
Hij was een zoon van architect Henricus Leopoldus Vaerwyck (1850-1919) en Celina Maria Josephina De Backer, en huwde op 1 augustus 1914 met Irma Marie Julie Alexandre. Hij was al vroeg geïnteresseerd in het werk van zijn vader en liep als 17-jarige stage bij de architect Stéphane Mortier. 
In 1910 werd zijn ontwerp voor de restauratie van de Belforttoren in Gent boven andere gekozen. Vanaf toen gebruikte hij een tekening hiervan als Ex libris.
Hij ligt begraven op Campo Santo in Sint-Amandsberg in een grafzerk naar eigen ontwerp.

## Wereldtentoonstelling 1913 in Gent
Vaerwyck was nauw betrokken bij de opbouw van de Wereldtentoonstelling van 1913 in Gent.
Hij ontwierp de wijk Oud Vlaendren en verschillende gebouwen voor de wijk Modern dorp.
Met Geo Verbanck maakte hij het monument ter ere van de gebroeders Van Eyck, dat ter gelegenheid van de tentoonstelling werd onthuld.

## Werken(Selectie)
Vaerwyck ontwierp onder meer de volgende constructies:
- de Onze-Lieve-Vrouwkerk van de Oude Bareel te Sint-Amandsberg (1930)
- de Sint-Gertrudiskerk (Appelterre-Eichem) (1909) in samenwerking met zijn vader Henri
- burgerhuis (Gent, Koningin Elisabethlaan 18) (1910)
- de zuil die Sire van Maldegem genoemd wordt (1913) en op het Sint-Veerleplein te Gent staat. Deze is een zeldzaam restant van de wereldtentoonstelling.
- het gemeentehuis van Zomergem (1923)
- villa Zeemeermin (De Haan, Rembrandtlaan 13) (1924-1927)
- het gemeentehuis van Uitbergen (1925-1927)
- het Gerechtsgebouw van Dendermonde (1927)
- villa La Clairière (Sint-Martens-Latem, Latemstraat 131) (1929)
- de Sint-Pietersbuitenkerk (Gent) (1936-1937)
- het Provinciehuis van Oost-Vlaanderen (Gent)
- Veeartsenijschool (Gent, Casinoplein 23 & Coupure 308, 312)
- herenhuis (Gent, Belfortstraat 29), in samenwerking met zijn vader
- burgerhuizen (Gent, Kortrijksesteenweg 892-898, 904), waaronder zijn eigen woning Eigen Heerd.
- villa Green Lodge (Gent, Gérard Willemotlaan 87)
- villa's in Gent en in De Haan.

Hij kreeg ook opdrachten voor het tekenen van sociale woningen (Merelbeke) en was betrokken bij tal van restauraties van kerken, vooral in Oost-Vlaanderen (Oombergen, Hansbeke...). 

## Trivia
Omwille van het belang dat men aan zijn werk hechtte, werd in 2010 een nieuwe straat in Gent naar hem genoemd: de "Valentin Vaerwyckweg". Dit is de verbinding tussen de R4 en de Sint-Denijslaan.